# Modisimus sexoculatus
Modisimus sexoculatus is een spinnensoort uit de familie trilspinnen (Pholcidae). De soort komt voor in Puerto Rico